# Stanisław Lisowski (rajdowiec)
Stanisław Lisowski (ur. 3 lipca 1929 w Wilnie, zm. 8 lutego 2015 w Gorzowie Wielkopolskim) – polski kierowca rajdowy.

## Życiorys
Po wojnie wraz z rodziną przyjechał do Gorzowa Wielkopolskiego. W 1949 ukończył 18 Liceum Ogólnokształcące.
Początkowo trenował skoki narciarskie i pływanie, z czasem rozpoczął starty w sportach motorowych. W latach 1958–1963 odniósł największe sukcesy, wygrywając m.in. strefowe mistrzostwa Polski (1958, 1959) i zdobył tytuł indywidualnego drugiego wicemistrza Polski w klasie powyżej 350 cm³ (1959). W 1964 wyjechał do Brazylii i zawiesił karierę sportową. Po powrocie do kraju w 1984, wystartował w Poznańskiej Tarpaniadzie. W 1985 utworzył sekcję samochodów terenowych przy Automobilklubie Gorzowskim. W 1995 skonstruował własny samochód wyścigowy - Merlis 3000. W latach 1995–1997 był mistrzem Polski w klasie otwartej.
W 2007 zakończył karierę sportową.
Odznaczony m.in. brązowym, srebrnym i złotym Krzyżem Zasługi oraz medalem zasłużonego dla województwa gorzowskiego.